# John Slater (homme politique canadien)
 (avril 2013).
Si vous disposez d'ouvrages ou d'articles de référence ou si vous connaissez des sites web de qualité traitant du thème abordé ici, merci de compléter l'article en donnant les références utiles à sa vérifiabilité et en les liant à la section « Notes et références ».
John Slater (né à Kelowna, Canada, le 25 janvier 1952 et mort le 12 mai 2015) est un homme politique canadien, il est élu à l'Assemblée législative de la Colombie-Britannique lors de l'élection générale britanno-colombienne de 2009 sous la barrière du Parti libéral provinciale qui représente la circonscription électorale de Boundary-Similkameen.  
Le 14 janvier 2013, il quitte le parti libéral lorsque son parti a ignoré sa renomination lors de
l’élection de 2013. Cependant il croyait se présenter comme candidat indépendant,, il s’est retiré
quelque temps après.
Avant son élection provinciale, il était maire d’Osoyoos. Il meurt le 12 mai 2015 à l'âge de 63 ans